# 紐芬蘭 (新澤西州)
紐芬蘭（英語：Newfoundland）是位於美國新澤西州蒙茅斯縣及巴賽克縣的普查規定居民點。

## 人口
根據2020年美國人口普查的數據，紐芬蘭的面積為18.16平方千米，當中陸地面積為16.89平方千米，而水域面積為1.27平方千米。當地共有人口1145人，而人口密度為每平方千米63.05人。